# Campeonato Brasileiro Série A 2009
In 2009 werd de 53ste editie van de Campeonato Brasileiro Série A gespeeld, de hoogste voetbalklasse van Brazilië. De competitie werd gespeeld van 9 mei tot 6 december. Flamengo werd kampioen. 
Aan de competitie namen 20 clubs deel. Zij speelden in één grote groep en speelden een uit- en thuiswedstrijd tegen elk ander team in de competitie. De club met de meeste punten na 38 speelrondes, werd kampioen. Corinthians mocht naar de tweede fase van de Copa Libertadores als winnaar van de Copa do Brasil.

## Eindstand
| Plaats | Club                | Wed. | W  | G  | V  | Saldo | Ptn. |
| ------ | ------------------- | ---- | -- | -- | -- | ----- | ---- |
| 1.     | Flamengo            | 38   | 19 | 10 | 9  | 58:44 | 67   |
| 2.     | Internacional       | 38   | 19 | 8  | 11 | 65:44 | 65   |
| 3.     | São Paulo FC        | 38   | 18 | 11 | 9  | 57:42 | 65   |
| 4.     | Cruzeiro            | 38   | 18 | 8  | 12 | 58:53 | 62   |
| 5.     | Palmeiras           | 38   | 17 | 11 | 10 | 58:45 | 62   |
| 6.     | Avaí                | 38   | 15 | 12 | 11 | 61:52 | 57   |
| 7.     | Atlético Mineiro    | 38   | 16 | 8  | 14 | 55:56 | 56   |
| 8.     | Grêmio              | 38   | 15 | 10 | 13 | 67:46 | 55   |
| 9.     | Goiás               | 38   | 15 | 10 | 13 | 64:65 | 55   |
| 10.    | SC Corinthians      | 38   | 14 | 10 | 14 | 50:54 | 52   |
| 11.    | Grêmio Barueri      | 38   | 12 | 13 | 13 | 59:52 | 49   |
| 12.    | Santos              | 38   | 12 | 13 | 13 | 58:58 | 49   |
| 13.    | Vitória             | 38   | 13 | 9  | 16 | 51:57 | 48   |
| 14.    | Atlético Paranaense | 38   | 13 | 9  | 16 | 42:49 | 48   |
| 15.    | Botafogo            | 38   | 11 | 14 | 13 | 52:58 | 47   |
| 16.    | Fluminense          | 38   | 11 | 13 | 14 | 49:56 | 46   |
| 17.    | Coritiba            | 38   | 12 | 9  | 17 | 48:60 | 45   |
| 18.    | Santo André         | 38   | 11 | 8  | 19 | 46:61 | 41   |
| 19.    | Náutico             | 38   | 10 | 8  | 20 | 48:71 | 38   |
| 20.    | Sport do Recife     | 38   | 7  | 10 | 21 | 48:71 | 31   |

|  | Landskampioen en gekwalificeerd voor tweede fase Copa Libertadores 2010 |
|  | Gekwalificeerd voor tweede fase Copa Libertadores 2010                  |
|  | Gekwalificeerd voor eerste fase Copa Libertadores 2010                  |
|  | Gekwalificeerd voor Copa Sudamericana 2010                              |
|  | Degradatie naar Série B                                                 |

### Kampioen
| Campeonato Brasileiro Série A 2009 |
| Rio de Janeiro                     |
| ---------------------------------- |
| FLAMENGO Kampioen (5° titel)       |